# Vilmar Ljungdahl
Vilmar Severin Ljungdahl, född 28 mars 1892 i Nöbbele, Kronobergs län, död 20 augusti 1963 i Stockholm, var en svensk politiker (bondeförbundare) och direktör. Han var Sveriges finansminister mellan 19 juni och 28 september 1936.

## Biografi
Efter filosofie licentiatexamen 1917 vid Uppsala universitet blev Vilmar Ljungdahl avdelningschef vid den svenska beskickningen i Petrograd, och året därefter konsul i Omsk. I tjänsten ingick att delta i Röda korsets hjälp till krigsfångar. Han flyttades 1919 till Tokyo, och återvände till Sverige 1921, där han ägnade sig åt jordbruk vid Bräkentorps säteri i Ryssby socken i Kronobergs län.
År 1934–1938 var han verkställande direktör för Nya Wexiöbladets tryckeri, samt 1935–1940 för Nya AB Ryds brunn. Därtill var han 1936–1948 direktör inom egnahemsrörelsen i Kronobergs län. Under en lång tid hade han olika ledande funktioner i Kronobergs läns hushållningssällskap, och var ledamot i domkapitlet i Växjö stift.
I Axel Pehrsson-Bramstorps ministär, den så kallade ”semesterregeringen”, var han 1936 finansminister. Åren 1943–1948 representerade han Bondeförbundet i riksdagens första kammare. Han deltog i flera statliga utredningar och var i elva år ledamot i kartverkskommissionen. År 1947 utsågs han till regeringens ombud vid FN:s generalförsamling i Lake Success.
I maj 1948 åtalades Vilmar Ljungdahl för förfalsknings-, förskingrings- och bedrägeribrott, då det kunde styrkas att han förfalskat handlingar och därigenom skaffat sig 864 011 kronor (motsvarande över 20 miljoner kronor i 2022 års penningvärde). Sedan mitten av 1930-talet hade Ljungdahl med förfalskade handlingar gjort sig till ägare av fastigheter, som han sedan sålde till påhittade personer. Som egnahemsdirektör hade han själv kunnat bevilja lån till dessa påhittade personer. Ljungdahl dömdes för 47 fall av brott till fem års straffarbete och ersättningsskyldighet till Egnahemsstyrelsen. I samband med domen avsade han sig sina uppdrag som riksdagsledamot och direktör inom egnahemsrörelsen.

### Privatliv
Ljungdahl var son till lantbrukaren Gustav Ljungdahl och Christina Andersson. Från 1937 var han gift med Inez Rydell. Han är gravsatt på Skogskyrkogården i Stockholm.